# 松竹镇
松竹镇，是中华人民共和国广东省湛江市雷州市下辖的一个乡镇级行政单位。

## 行政区划
松竹镇下辖以下地区：
松竹社区、马铁村、八龙村、五坑村、东井村、松竹村、川东村、山尾村、西山村、塘仔村、龙马村、山口村、山美村、方家村、刘宅村和王宅村。